# Lionel Kieseritzky

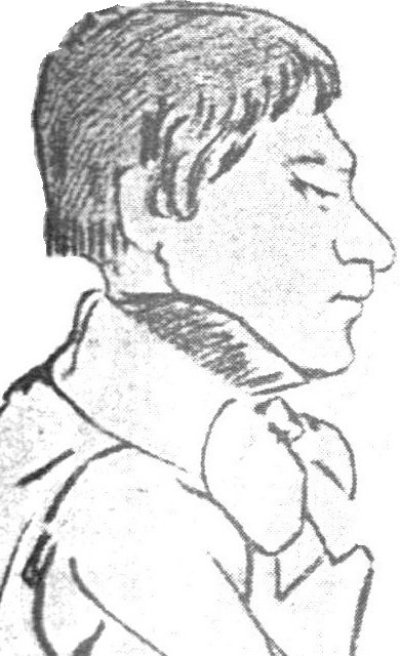
Lionel Kieseritzky (19. Jahrhundert)

Lionel Adalbert Bagration Felix Kieseritzky (* 20. Dezember 1805jul. / 1. Januar 1806greg. in Dorpat, Gouvernement Livland, Russisches Reich; † 18. Mai 1853 in Paris) war ein deutschbaltischer Schachspieler. Im Jahr 1839 verließ er Russland und wirkte seitdem in Paris als Berufsschachspieler.

## Biographie
Kieseritzky war das jüngste der vierzehn Kinder des Rechtsanwalts Otto Wilhelm Kieseritzky (1755–1814) und seiner Ehegattin Catharina Felicitas, geb. von Hoffmann (1765–1837). Von 1825 bis 1829 studierte Kieseritzky an der Kaiserlichen Universität Dorpat seiner Heimatstadt Philologie und Jura, wandte sich aber später der Mathematik zu, da sich bereits früh seine Begabung dort zeigte. Er war ein gesuchter und beliebter Mathematiklehrer in Dorpat.
Als Schachspieler überflügelte er bald seine baltischen Landsleute, und Livland bot ihm auf diesem Gebiet keine Entwicklungsmöglichkeiten mehr. Der Grund für seine 1839 erfolgte Auswanderung lag aber auf anderem Gebiet. Kieseritzky führte einen in den Einzelheiten ungeklärten Beleidigungsprozess. Obwohl er den Rechtsstreit gewann, fürchtete er ein Wiederaufleben der Vorgänge und entschied sich, seine Heimat zu verlassen. Im Alter von dreißig Jahren ließ er sich in Paris nieder und lebte dort bis zu seinem frühen Tod im Alter von nur 47 Jahren.

## Schachtätigkeit
In Paris wurde er als Berufsspieler bekannt, der regelmäßig im berühmten Café de la Régence anzutreffen war. Bald war Kieseritzky ein führender französischer Meister. Er nahm schließlich 1851 am internationalen Schachturnier in London teil, bei dem erstmals die besten europäischen Schachspieler gegeneinander antraten.
Kieseritzky war ein hervorragender Kombinationsspieler und Vertreter der sogenannten romantischen Schachepoche. Nach ihm ist das Kieseritzky-Gambit benannt, eine Hauptvariante des Königsspringergambits, die nach den Zügen 1. е2-е4 е7-е5 2. f2–f4 e5xf4 3. Sg1–f3 g7–g5 4. h2–h4 g5–g4 5. Sf3–e5 entsteht. In die Schachgeschichte eingegangen ist er aber vornehmlich durch die „Unsterbliche Partie“, eine Partie, die er 1851 in London gegen Adolf Anderssen spielte. Sie dauerte nur eine Stunde, und Kieseritzky verlor sie nach 23 Zügen. Aber er trug durch sein Spiel zu einer der schönsten Matt- und Opfer-Kombinationen bei, die in einer Schachpartie je vorgekommen sind. Die „Unsterbliche“ setzt Maßstäbe für Ästhetik und Schönheit im Schach. Den Wettkampf, in dem diese Partie gespielt wurde, konnte Kieseritzky allerdings mit 9:6 (+8 =2 −5) für sich entscheiden.
Bisweilen als eigensinnig oder verschroben dargestellt, setzte er sich zeitweise für eine dreidimensionale Schachvariante ein. Ein von ihm konstruiertes „Raumschach“ stieß indes bei Schülern und Meisterkollegen, wie ein Bericht Anderssens nahelegt, auf Ablehnung.
Kieseritzkys beste historische Elo-Zahl betrug 2734, die er Anfang 1851 erreichte.

## Bekannte Partien
- Anderssen - Kieseritzky, London 1851, die „Unsterbliche Partie“